# Krasnodar-Anapa
Krasnodar-Anapa est une ancienne course cycliste en Russie. Disputée une seule fois, le 1er avril 2015, elle faisait partie de l'UCI Europe Tour en catégorie 1.2. Elle a été remportée par le Russe Andrey Solomennikov.

## Palmarès
| Année | Vainqueur           | Deuxième     | Troisième    |
| ----- | ------------------- | ------------ | ------------ |
| 2015  | Andrey Solomennikov | Roman Maikin | Vitaliy Buts |